# Definitely Maybe
| 평가 점수                     | 평가 점수 |
| 출처                          | 점수      |
| ----------------------------- | --------- |
| AllMusic                      | [ 1 ]     |
| Encyclopedia of Popular Music | [ 5 ]     |
| Mojo                          | [ 6 ]     |
| Pitchfork                     | 8.8/10    |
| Q                             | [ 8 ]     |
| Record Collector              | [ 9 ]     |
| Rolling Stone                 | [ 10 ]    |
| The Rolling Stone Album Guide | [ 11 ]    |
| Spin                          | [ 12 ]    |
| Uncut                         | 8/10      |

《Definitely Maybe》는 1994년 8월 29일, 크리에이션 레코드에서 발매된 영국의 록 밴드 오아시스의 데뷔 스튜디오 음반이다. 이 음반에는 리드 기타, 백 보컬 및 수석 작곡가로서 노엘 갤러거, 리드 보컬에 리암 갤러거, 리듬 기타에 폴 아서스, 베이스 기타에 폴 맥기건, 드럼에 토니 매캐럴이 참여했다.
밴드는 1993년 말 록필드 근처의 몬나우 밸리 스튜디오를 예약하여 음반을 녹음했다. 이들은 프로듀서 데이비드 배철러와 함께 작업했으며, 노엘 갤러거는 인스파이럴 카페츠에서 로디로 일할 때부터 알고 있었다. 그러나 세션은 만족스럽지 않았고 배철러는 이후 해고되었다. 1994년 1월, 그룹은 콘월에 있는 소밀스 스튜디오에서 음반을 재녹음하기 시작했으며, 노엘은 마크 코일과 함께 세션을 제작했다. 결과는 여전히 만족스럽지 못한 것으로 여겨졌다. 절박한 심정으로 크리에이션의 마커스 러셀은 엔지니어이자 프로듀서인 오언 모리스에게 연락하여 맨체스터에 있는 조니 마의 스튜디오에서 음반 믹싱 작업을 진행했다.
《Definitely Maybe》는 싱글 〈Supersonic〉, 〈Shakermaker〉, 그리고 영국 톱 10 히트곡 〈Live Forever〉에 이어 영국에서 즉각적인 상업적 성공을 거두었으며, 이는 미국 록 에어플레이에서도 성공을 거두었다. 이 음반은 영국 음반 차트에서 1위를 차지했으며, 당시 영국 음악 역사상 가장 빠르게 팔린 데뷔 음반이 되었다. 이후 영국 축음기 협회로부터 270만 장 이상의 판매고로 9배 플래티넘 인증을 받았다. 또한 미국에서도 성공을 거두며 미국 음반 산업 협회로부터 플래티넘 인증을 받았다. 이 음반은 전 세계적으로 1,500만 장 이상 판매되었다. 이 음반은 오아시스의 다섯 명 원년 멤버 전원이 완전히 참여한 유일한 음반이다. 드러머 토니 매캐럴은 1995년 초 밴드에서 쫓겨났지만, 두 번째 음반의 〈Some Might Say〉 트랙에는 여전히 부분적으로 참여했다.
발매 당시 《Definitely Maybe》는 비평가들의 전폭적인 찬사를 받았으며, 1990년대 영국 팝/록 음악의 부흥을 촉진하는 데 기여했다. 이 음반은 당시 그런지 음악의 부정적인 시각을 거부하고 낙관적인 주제를 담았다는 점에서 비평가들에게 환영받았으며, 브릿팝 장르의 기념비적인 작품으로 평가받는다. 이후 여러 매체의 "역사상 가장 위대한 음반" 목록에 꾸준히 이름을 올려왔다. 2006년 《NME》가 실시한 독자 투표에서는 《Definitely Maybe》가 "역사상 가장 위대한 음반"으로 선정되었고, 2015년에는 《스핀》이 발표한 "1985~2014년 역사상 가장 위대한 음반 300장"에 포함되었다. 《롤링 스톤》은 2020년에 발표한 "역사상 가장 위대한 음반 500장"에서 이 음반을 217위에 올렸다.

## 배경 및 녹음
이전에는 더 레인이라는 이름으로 불렸던 오아시스는 1991년 리암 갤러거, 폴 아서스, 폴 맥기건, 토니 매캐럴에 의해 결성되었다. 곧 리암의 형인 노엘 갤러거가 합류했는데, 그는 자신에게 전적인 통제권을 줄 것을 요구하며, 그래야만 세계적인 명성을 위해 밴드에 참여하겠다고 말했다.
오아시스는 1993년 말, 1994년 1월에 음반을 녹음하기 위해 록필드 근처의 몬노우 밸리 스튜디오를 예약했다. 프로듀서는 노엘이 인스파이럴 카페츠의 로디로 일하던 시절 알게 된 데이비드 배철러였다. 그러나 녹음 세션은 만족스럽지 못했고, 아서스는 당시를 이렇게 회상했다. "그때 정말 뭔가 잘 안 됐습니다. 배철러는 그 일에 적합한 사람이 아니었어요. 저희는 큰 방에서 연주하면서 정말 신났었거든요. '우리가 이런 스튜디오에서 연주하다니' 하면서 말이죠. 평소처럼 열심히 연주했는데, 그분이 '한번 들어보세요' 하셨습니다. 가서 들어보니 우리가 방 안에서 들었던 소리와 전혀 다른 소리가 나더군요. '이게 대체 뭐죠?' 싶었습니다. 소리가 너무 얇고, 힘도 없고, 지나치게 깔끔하기만 했어요."
또한 엔지니어 데이브 스콧은 "배철러와 예술적으로나 기술적으로 연결할 수 없었고, 음반에 대한 그의 비전도 전혀 알 수 없었습니다. 이로 인해 저는 삶이 매우 어려웠습니다. 다른 프로듀서 밑에서 일한 적이 거의 없었고, 작업할 때는 항상 협업이 있었습니다. 방향성이 부족하고 기대가 달랐기 때문에 너무 많은 타협이 이루어진 조율되지 않은 세션이 있었다고 생각합니다."라고 말했다. 스콧은 세션에서 발생한 다양한 기술적 문제들을 설명했는데, 여기에는 결함 있는 장비, 낮은 품질의 헤드폰, 믹싱 채널 간의 과도한 사운드 변화 등이 포함됩니다. 그는 〈Slide Away〉 녹음 중 두 번의 충돌 후 배철러에게 해고되었고, 나중에 〈Slide Away〉만이 세션에서 유일하게 유지되는 트랙이라는 통보를 받았다.
몬나우 밸리에서의 세션은 하루에 800파운드가 들었다. 세션이 점점 더 성과가 없어지자 그룹은 당황하기 시작했다. 아서스는 "노엘은 경영진과 미친 듯이 통화하며 '이건 안 돼'라고 말했다. 그런 일이 일어나지 않기 위해서는 조금 무서웠습니다."라고 말했다. 배철러는 해고되었고, 노엘은 테이프를 런던의 여러 스튜디오로 가져가 이미 녹음된 음악을 활용하려고 했다. 크리에이션 레코드의 팀 애봇은 치직에서 밴드를 방문하면서 "맥기건, 노엘, 나, 그리고 여러 사람들이 함께 세션을 진행했는데, 그걸 계속해서 들으면서 '이건 공격성이 부족하다'고만 생각했어요. 즉각적인 느낌이 없었죠."라고 말했다. 리암 갤러거는 몇 년 후 몬나우 밸리에서의 녹음도 "유령"의 존재로 특징지어졌다고 말하곤 했다.

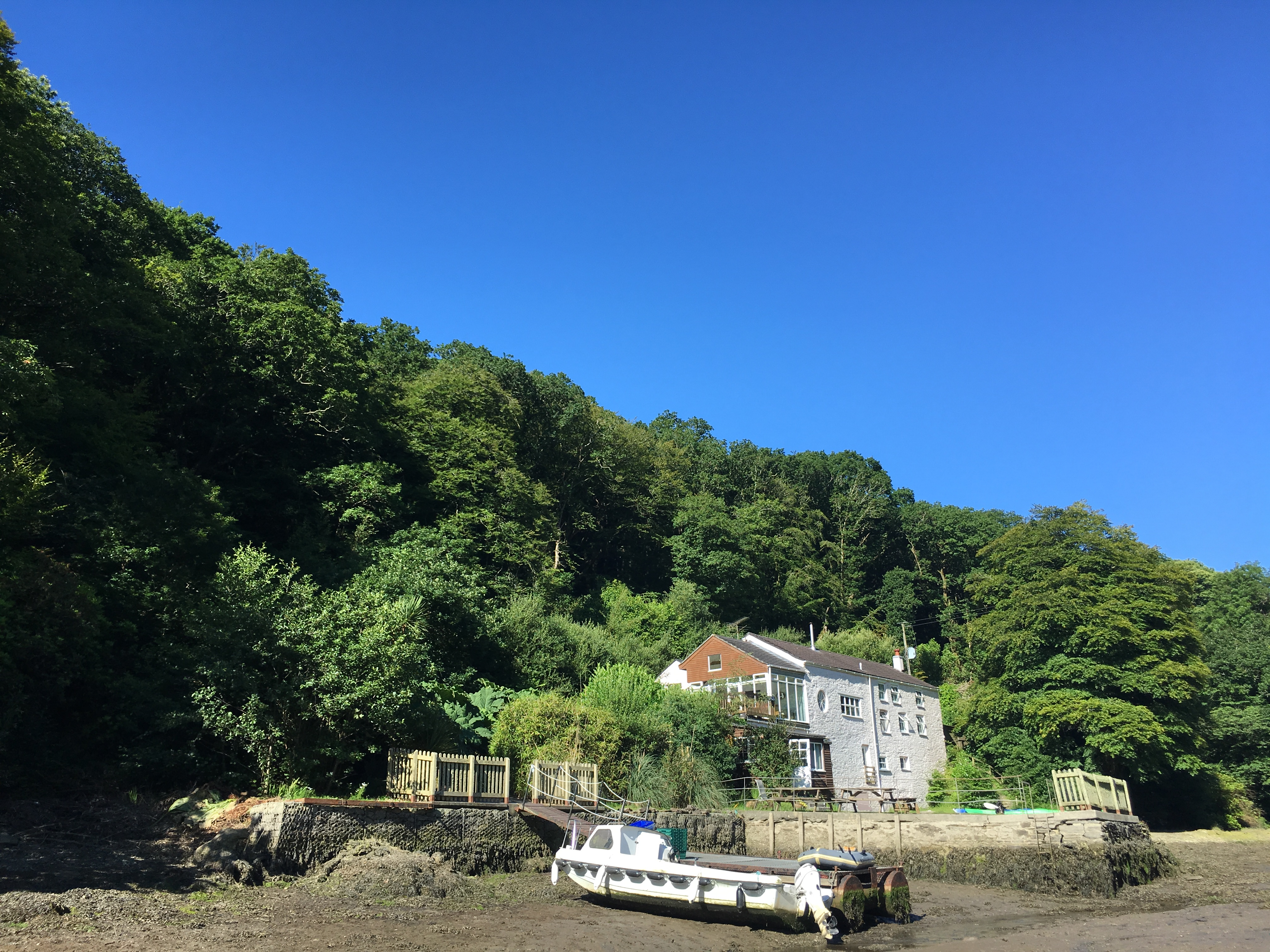
오아시스는 2월에 콘월주의 소우밀스 스튜디오에서 음반 녹음 세션을 계속 진행했다.

1994년 2월, 밴드는 암스테르담에서의 불운한 여행을 마치고 콘월주의 소우밀스 스튜디오에서 음반을 다시 녹음하기 시작했다. 이번 세션은 노엘과 마크 코일이 함께 프로듀싱을 맡았다. 밴드는 스튜디오에서 그들의 라이브 사운드를 재현하는 유일한 방법은 개별 악기들 사이에 방음 처리 없이 함께 녹음하는 것이라고 결정했으며, 이후 노엘은 수많은 기타를 오버더빙했다. 아서스는 "그게 노엘이 가장 좋아하는 방법이었습니다. 드럼, 베이스, 리듬 기타를 먼저 녹음하고 나면, 그 다음에는 그가 기타를 강하게 쳤습니다. '적을수록 더 많다'는 그 당시에는 잘 통하지 않았습니다."라고 말했다. 그러나 결과는 여전히 만족스럽지 않았고, 음반을 다시 녹음할 기회는 거의 없었기 때문에, 이미 녹음된 자료를 사용해야만 했다.
절박한 상황에서 크리에이션의 마커스 러셀은 이전에 음반의 곡들을 믹싱했던 엔지니어 겸 프로듀서 오언 모리스에게 연락하였다. 모리스는 소우밀스 스튜디오 녹음을 들은 후 "그들이 망쳤다고 생각했습니다. 그때쯤 노엘은 완전히 질려 있었을 거라고 짐작했어요. 마커스는 '당신이 하고 싶은 대로 해도 됩니다. 정말로, 무엇이든지요'라고 말했습니다"고 회상했다. 모리스가 맡은 첫 작업 중 하나는 노엘이 추가한 수많은 기타 오버더빙을 걷어내는 것이었지만, 그는 이러한 오버더빙 덕분에 〈Columbia〉와 〈Rock 'n' Roll Star〉 같은 곡들의 음악적 다이내믹을 구성할 수 있었다고 언급했다.
모리스는 맨체스터에 있는 조니 마의 스튜디오에서 음반 믹싱 작업을 진행하였다. 그는 마가 "모든 것이 지나치게 직설적"이라며 충격을 받았고, 〈Cigarettes & Alcohol〉 도입부에 배경 소음을 남기는 것 같은 자신의 믹싱 선택을 의문시했다고 회상했다. 모리스는 필 스펙터가 존 레논의 곡 〈Instant Karma!〉에서 드럼에 테이프 딜레이를 사용한 사례와, 토니 비스콘티가 데이비드 보위의 음반 《Low》에서 드럼에 이밴타이드 하모나이저를 사용한 사례에 영감을 받아, 드럼에 8분 음표 간격의 테이프 딜레이를 추가하여 매캐럴의 기본 비트에 추가적인 그루브감을 부여했다. 또한 테이프 딜레이를 이용해 〈Columbia〉의 드럼을 이중으로 겹쳐 곡의 리듬을 더 빠르게 만들었으며, 몇몇 곡에서는 매캐럴의 스네어 히트에 맞춰 탬버린을 프로그래밍했다.
모리스는 또한 버나드 섬너의 그룹 일렉트로닉의 동명 음반을 녹음할 때 섬너에게서 배운 기법을 활용하였다. 그는 베이스 기타를 미니무그로 보내 필터를 사용해 고음역대를 제거했는데, 이를 통해 연주가 다소 부정확한 부분을 감추었다. 또한 최종 믹스를 지나칠 정도로 과도하게 압축했는데, 그는 이 압축이 "일반적으로 '프로페셔널'하다고 여겨지는 수준을 넘어선 것"이라고 인정하였다.
모리스는 5월의 뱅크 홀리데이 주말 동안 런던 풀럼 구에 있는 매트릭스 레코딩 스튜디오의 스튜디오 5에서 빈티지 네브 콘솔을 사용해 음반의 최종 믹스를 완성했다. 음악 저널리스트 존 해리스는 "기적은 여러 손을 거친 음악이 이렇게 다이나믹하게 들린다는 점이었고, 모리스가 물려받은 기타 중심의 혼합물이 긍정적으로 강렬한 것으로 재구성되었다"라고 언급했다.
반면, 엔지니어 안잘리 더트는 거친 믹스를 비판했다. 그녀는 "원래 믹스가 놀라운 수준은 아니었지만, 최종 음반보다는 그것들을 선호했습니다. 압축된 체인소 기타의 끊임없는 소리가 처음에는 신나는 느낌을 주지만 결국 지치게 만듭니다. 그의 믹스는 작업을 잘 해냈고 필요한 신나고 강렬한 느낌을 주었지만, 제 스타일의 소리는 아니었고 너무 거칠다고 느껴졌습니다. 그래서 저는 항상 몇 곡만 듣고 끝냈던 기억밖에 없습니다."라고 말했다.

## 커버 아트
음반의 앞면 커버에 사용된 사진은 록 사진작가 마이클 스펜서 존스가 맨체스터 디드스버리에서 기타리스트 폴 아서스의 집에서 촬영한 것이다. 이 이미지는 비틀즈의 1966년 컴필레이션 음반 《A Collection of Beatles Oldies》의 뒷면 커버에서 영감을 받았으며, 리암 갤러거가 바닥에 있는 위치는 스펜서 존스가 맨체스터 과학박물관의 이집트학 섹션을 방문했을 때의 경험에서 영향을 받았다. 2019년 인터뷰에서 스펜서 존스는 아서스의 집에서 밴드를 촬영하자는 아이디어가 노엘 갤러거에게서 나온 것이라고 말했다. 노엘은 처음에 밴드가 아서스의 식탁 주위에 앉기를 원했으나, 스펜서 존스는 대신 거실에서 퇴창을 마주 보고 촬영할 것을 제안했다. 또한 그는 리암에게 바닥에 누워서 방의 나무 바닥이 사진에 나오는 것을 피하도록 요청했다고 말했다. 이는 바닥이 사진에서 마치 바니시 광고처럼 보일 것이라고 느꼈기 때문이다. 리암의 오른쪽에 놓인 와인잔은 희석된 리베나로 채워져 있었는데, 이는 밴드가 와인을 살 수 없어서 사용되었다는 도시전설이 있지만, 스펜서 존스는 실제로 이는 빨간 와인이 사진에서 빨간색이 아닌 검은색으로 나오는 경우가 많기 때문이라고 설명했다.
스펜서 존스는 촬영을 위해 밴드 구성원들에게 개인적으로 의미 있는 물건을 가져오도록 요청했다. 브라이언 캐넌은 얀 판 에이크의 플랑드르 르네상스 회화인 《아르놀피니 부부의 초상》(1434년)에서 영감을 받았으며, 그 그림이 "시각적 은유들로 가득 차 있다"는 점에서 착안하여 《Definitely Maybe》 음반 커버에 등장하는 물건들에도 유사한 의미를 부여했다. 텔레비전 화면에는 세르조 레오네 감독의 영화 《석양의 무법자》에서 일라이 월릭과 안토니오 카살레가 출연한 장면이 나오고 있다. 뒷면 커버의 텔레비전에는 레오네의 또 다른 영화 《황야의 무법자》에 출연한 배우 잔 마리아 볼론테의 스틸 이미지가 보인다. 스펜서 존스에 따르면, 이 영화는 노엘이 가장 좋아했던 영화였다. 맨체스터 시티 (갤러거 형제와 맥기건이 응원하는 축구 팀)에서 뛰고 있는 축구 선수 로드니 마시의 사진이 벽난로에 기대어 있다. 맨체스터 유나이티드 팬인 아서스의 요청으로 창문에서 축구 선수 조지 베스트의 사진을 볼 수 있다. 노엘이 존경하는 인물 중 하나인 버트 배커랙의 포스터 (실제로는 접이식 음반 커버의 안쪽면)는 커버 좌측 하단 소파 옆면에 기대어 놓여 있다. 아서스가 밴드 활동 기간 동안 모든 오아시스 녹음과 공연에서 사용한 에피폰 리비에라 기타는 벽에 세워져 있다. 일부 평론가들은 오아시스가 핑크 플로이드의 1969년 음반 《Ummagumma》의 커버에 오마주를 바치려 했다고 보고 있다. 《Ummagumma》 커버에서 빈센트 미넬리 감독의 영화 《지지》의 사운드트랙 음반이 놓여 있던 눈에 띄는 위치에 버트 배커랙의 사진을 배치한 점이 그 근거로 언급된다.

## 곡 목록
모든 곡들은 노엘 갤러거에 의해 작사/작곡하였다.
| #   | 제목                      | 재생 시간 |
| --- | ------------------------- | --------- |
| 1.  | 〈Rock 'n' Roll Star〉    | 5:23      |
| 2.  | 〈Shakermaker〉           | 5:08      |
| 3.  | 〈Live Forever〉          | 4:36      |
| 4.  | 〈Up in the Sky〉         | 4:28      |
| 5.  | 〈Columbia〉              | 6:17      |
| 6.  | 〈Supersonic〉            | 4:43      |
| 7.  | 〈Bring It On Down〉      | 4:17      |
| 8.  | 〈Cigarettes & Alcohol〉  | 4:49      |
| 9.  | 〈Digsy's Dinner〉        | 2:32      |
| 10. | 〈Slide Away〉            | 6:32      |
| 11. | 〈Married with Children〉 | 3:11      |

## 참여 인원
오아시스
- 리암 갤러거 – 보컬, 탬버린
- 노엘 갤러거 – 리드 기타, 백 보컬, 베이스 기타 (〈Up in the Sky〉와 〈Slide Away〉)[33]
- 폴 아서스 – 리듬 기타, 피아노 (〈Live Forever〉와 〈Digsy's Dinner〉)[34]
- 폴 맥기건 – 베이스 기타
- 토니 매캐럴 – 드럼

## 인증
| 국가                                                                                         | 인증        | 판매량/출하량 |
| -------------------------------------------------------------------------------------------- | ----------- | ------------- |
| 오스트레일리아 (ARIA)                                                                        | 플래티넘    | 70,000^       |
| 캐나다 (뮤직 캐나다)                                                                         | 플래티넘    | 100,000^      |
| 프랑스 (SNEP)                                                                                | 2× 골드     | 200,000*      |
| 이탈리아 (FIMI) sales since 2009                                                             | 골드        | 25,000        |
| 일본 (RIAJ)                                                                                  | 플래티넘    | 200,000^      |
| 뉴질랜드 (RMNZ)                                                                              | 플래티넘    | 15,000^       |
| 스웨덴 (GLF)                                                                                 | 골드        | 50,000^       |
| 스위스 (IFPI 스위스)                                                                         | 골드        | 25,000^       |
| 영국 (BPI)                                                                                   | 9× 플래티넘 | 2,700,000     |
| 미국 (RIAA)                                                                                  | 플래티넘    | 1,000,000^    |
| 요약                                                                                         |             |               |
| 유럽 (IFPI)                                                                                  | 2× 플래티넘 | 2,000,000*    |
| *판매량을 기반으로 한 인증 · ^출하량을 기반으로 한 인증 · 판매량+스트리밍을 기반으로 한 인증 |             |               |